# شلومي بيندر
شلومي بيندر (بالعبرية: שלומי בינדר؛ 4 فبراير 1975) ضابط في الجيش الإسرائيلي برتبة لواء (ألوف)، ويشغل منصب رئيس مديرية الاستخبارات في الجيش الإسرائيلي (أمان) منذ أغسطس 2024. شغل سابقًا، من بين مناصب أخرى، منصب رئيس قسم العمليات في مديرية العمليات في الجيش الإسرائيلي، وقائد فرقة الجليل (91)، وقائد لواء غولاني، وقائد وحدة استطلاع هيئة الأركان العامة الإسرائيلية (سييرت متكال)، وقائد وحدة إيجوز.

## السيرة
وُلد بيندر ونشأ وتلقى تعليمه في حيفا، درس في شبابه في مدرسة ليو بيك الثانوية في مسقط رأسه، وكان عضوًا ومرشدًا في الحركة الكشفية.
بعد عام من الخدمة في مرتفعات الجولان المحتلة، انضم إلى الجيش الإسرائيلي في نوفمبر 1993 وتطوع في هيئة الأركان العامة الإسرائيلية. بعد إكمال التدريب الأساسي للمظليين، خضع لتدريب مقاتل في الوحدة ثم حضر دورة ضباط المشاة. بعد إكمال الدورة، عاد إلى الوحدة وعُين قائد فريق. شارك في القتال في جنوب لبنان. في عام 1999، أصيب بجروح بالغة جراء عبوة ناسفة أثناء تمرين تدريبي. بعد عدة أشهر من التعافي، عاد إلى الخدمة في الوحدة. خدم لاحقًا كقائد سرية وقاد العديد من العمليات خلال حرب لبنان الثانية. ثم عُين نائبًا لقائد الوحدة. في عام 2010، تمت ترقيته إلى رتبة مقدم وعُين قائدًا لوحدة إيجوز ، وخدم في هذا المنصب حتى 15 يوليو 2012. خدم لاحقًا في منصب هيئة الأركان العامة بين عامي 2012 و2013.
في 21 مايو 2013، تم تعيينه قائدًا لوحدة سييرت ماتكال، وفي 23 مايو، تمت ترقيته إلى رتبة عقيد. قاد الوحدة في عملية الجرف الصامد، من بين عمليات أخرى، والتي تلقت الوحدة بسببها تقديرًا من رئيس الأركان العامة. خدم في هذا المنصب حتى 16 مارس 2016. وفي نهاية فترة ولايته، تلقت الوحدة تقديرًا إضافيًا من رئيس الأركان العامة للعمليات التي أجريت أثناء قيادته. في 4 سبتمبر 2016، تم تعيينه قائدًا للواء جولاني وخدم في هذا المنصب حتى 24 مايو 2018. بعد إكمال فترة ولايته، أخذ عامًا من الدراسة في واشنطن العاصمة، الولايات المتحدة الأمريكية.
في 5 أغسطس 2019، تمت ترقيته إلى رتبة عميد، وفي 12 أغسطس، دخل دوره كقائد لتشكيل الجليل، وخدم في هذا المنصب حتى 26 أبريل 2022. في 3 أكتوبر 2022، تم تعيينه رئيسًا لقسم العمليات.ز
في 2 مايو 2024، اتفق وزير الدفاع ورئيس الأركان العامة على تعيين بايندر رئيسًا لمديرية الاستخبارات وترقيته إلى رتبة لواء. تولى منصبه في 21 أغسطس 2024.